# Göran Bergort
Hans Göran Bergort, född 14 februari 1968, är en svensk fotbollstränare och tidigare allsvensk fotbollsspelare. Han växte upp i Falun och bor numera i Söderköping.

## Karriär
Bergorts fotbollsspelarkarriär började i Falu BS, och han spelade därefter i IK Brage, Bryne FK och IF Sylvia samt i IFK Norrköping mellan 1991 och 1996. Efter spelarkarriären var sedan Bergort tränare för IK Brage och därefter Falu BS. Mellan 2009 och 2010 var han tränare för IFK Norrköping, och tog laget till Allsvenskan under den andra säsongen. Trots det fick han inte förnyat förtroende som tränare därefter.